# Castillo de Ayyub
El castillo de Ayyub o castillo Mayor es una fortaleza de origen musulmán, construido en el siglo IX y localizado en el municipio zaragozano de Calatayud, España, denominado originalmente Qalat Ayyub y que fue el origen de la ciudad actual y de su nombre.

## Situación
Rodeando la ciudad antigua de Calatayud, existe un recinto fortificado que une cinco castillos situados sobre sendos cerros unidos por casi cuatro kilómetros de murallas. Uno de esos castillos es el castillo de Ayyub. Está situado en la parte más alta y visible de la ciudad, al norte del Castillo del Reloj y al este de la Torre Mocha con su recinto perimetral.

## Historia
Según diversas fuentes, Calatayud fue fundada en el 716 por Ayyub ben Habib al Lajmi en lo que hoy conocemos por castillo de Doña Martina. El historiador Al-Udri narra como en el 862 Muhammad I, encomendó la misión de ampliar las fortificaciones de Calatayud a Abderramán ben Abdelaziz el Tuyibí, con el fin de poder defender la ciudad de los Banu Qasi, señores de Zaragoza.
Durante el emirato de Córdoba, Calatayud formaba parte de la Marca Superior, cuyo centro era Zaragoza, siendo cabecera de un distrito que incluía Daroca. Abderramán III tomó Calatayud en el 937 ya que formaba parte de la rebelión de los tuyibíes de Zaragoza contra el califato. Ya en 1031, Calatayud era una de las principales ciudades del reino taifa de Zaragoza, momento de gran esplendor económico y cultural que duraría aproximadamente hasta el 1110, salvo un breve periodo de semiindependencia, en que acuñó su propia moneda y se declaró taifa independiente hacia el año 1050, con Muhammad ben Hud.
En el año 1110 los Almorávides tomaron el control de la península tratando de contener el avance de la reconquista pero poco pudieron hacer, ya que en 1120, Alfonso I de Aragón, dos años después de haber tomado Zaragoza, sitió Calatayud, que se rindió, como gran parte de la zona, tras conocer la derrota de los almorávides en la batalla de Cutanda.
Al igual que muchos castillos aragoneses, Felipe V tras la promulgación de los Decretos de Nueva Planta, mandó desmantelarlo en 1705, por el apoyo de Aragón al Archiduque Carlos durante la Guerra de Sucesión Española, por lo que se encuentra muy alterado.
Durante la Guerra de la Independencia, fue usado por tropas francesas, que modificaron su estructura; posteriormente, dutante las guerras carlistas, volvió a ser modificado para adaptarlo a la artillería.

## Características
El castillo de Ayyub o Mayor, llamado popularmente Plaza de Armas, es el más importante y mejor conservado de todo el conjunto.
Está construido sobre una meseta yesífera ovalada y consta de dos recintos; el más alto y más antiguo de cara a la ciudad, y el más bajo, orientado al norte y que constituye una ampliación del castillo primitivo.
Lo más destacado que encontraremos son cuatro torreones. denominados sur, central, este y oeste denominados de esta forma, por ser esta su ubicación en el recinto; destacando el este y el oeste, de planta exterior octogonal con dos plantas abovedadas y cubiertas con falsas cúpulas. El torreón sur, de planta cuadrada, es el peor conservado y el central, de planta semioctogonal, destaca por conservar una importante altura. Ambos están cubiertos con bóveda de cañón ligeramente apuntada y sirven para cerrar un amplio espacio que seguramente sería una albacara y que es conocido con el nombre de La Longía.